# Kastro Larnakas
Kastro Larnakas är ett slott i Cypern. Det ligger i distriktet Eparchía Lárnakas, i den östra delen av landet, 40 km sydost om huvudstaden Nicosia. Kastro Larnakas ligger 1 meter över havet. Det ligger på ön Cypern.
Terrängen runt Kastro Larnakas är platt. Havet är nära Kastro Larnakas åt sydost. Närmaste större samhälle är Larnaca, 1,9 km nordväst om Kastro Larnakas. Trakten runt Kastro Larnakas består till största delen av jordbruksmark.